# Apache Portable Runtime
Apache Portable Runtime（アパッチ・ポータブル・ランタイム、APR）は、 Apache HTTP Server のサポートライブラリである。 OSとソフトウェアの間でOSなどの環境の違いを吸収するAPIを提供する。そして、他のOSに一般的にある機能が存在しないOSでは、APRが代替を提供する。よって、APRを使うことにより真のクロスプラットフォームなプログラムを作ることが出来る。
APRはもともとは Apache HTTP Server の一部だったが、現在ではApacheソフトウェア財団の中の独立したプロジェクトとなっていて、Apache HTTP Server 以外のアプリケーションからもクロスプラットフォームのために使われている。
APRに含まれるプラットフォーム非依存の機能：
- 動的メモリアロケーションとメモリプール
- 分割不能操作(アトミックオペレーション)
- ライブラリの動的読み込み
- ファイル入出力
- コマンド引数の構文解析
- ロック
- ハッシュテーブルと配列
- mmap
- ソケットとプロトコル
- スレッド、プロセス、ミューテックス
- 共有メモリ
- 時間関係
- ユーザーIDとグループID関係